# 일본의 철도사업자
일본에서 철도사업자(鉄道事業者)는 철도사업법 제7조에서 ‘철도사업의 허가를 받은 자’로 규정되는 사업체를 일컫는다.
철도사업법 상 철도사업을 하려는 자에 제한은 없으며 주식회사 이외의 공익법인이나 종교법인 등의 법인 또는 개인이라도 사업을 하는 것이 가능하도록 되어 있으나, 실제로 이 허가를 받은 사업체의 대부분은 주식회사이기 때문에, 일반적으로 철도회사라고 불린다.
철도사업자와 유사한 것으로 궤도법에 의한 ‘궤도경영자’·‘궤도회사’가 있으나 보통 철도사업자(철도회사)와 구별하여 인식되는 경우는 적고, 이들을 포함하여 넓은 의미의 철도사업자로 이해되는 경우도 많다. 단 법률이나 그 규제가 크게 다르므로 사업 형태가 전혀 다른 경우도 많다. 도쿄 급행 전철과 같이 철도·궤도 양쪽을 겸하여 운영하는 경우나, 유리카모메 등의 모노레일 등을 포함한 신교통 시스템처럼 하나의 노선에 양쪽이 혼재된 경우도 있다.
철도사업자와 궤도경영자를 합쳐서 ‘철궤도사업자’로 총칭하는 경우도 있다.

## 철도사업형태에 의한 구분
일본의 철도사업법 제2조에 의해, 다음과 같은 철도사업자 구분이 존재하고 있다.
일반적으로는 실제로 차량을 보유하며 열차의 운행을 행하는 제1종과, 제2종 철도사업을 행하는 사업체를 철도사업자라 부르는 경우가 많다.

### 제1종 철도사업
- 철도에 의한 여객 또는 화물의 운송(열차의 운행)을 행하는 사업이며 제2종 철도사업 이외의 것을 가리킨다.

철도 시설 일체를 보유하며 열차의 운행도 행한다. 대부분의 철도사업자가 해당된다.

### 제2종 철도사업
- 스스로 설비한 철도 시설 이외(제1종이나 제3종 철도사업자가 보유)의 철도 노선을 사용하여 철도에 의한 여객 또는 화물의 운수를 행하는 사업. 차량과 시설만을 보유하며, 노선은 임차물이다.

JR 화물의 영업 노선 대부분(JR여객 각 사가 제1종)이나, 호쿠소 철도 호쿠소 선의 고무로 동쪽(지바 뉴타운 철도가 제3종), 도쿄 도영 지하철 미타 선 시로카네타카나와-메구로 간(도쿄 지하철 주식회사가 제1종) 등이 대표적인 예이다.

### 제3종 철도사업
- 철도 노선을 제3종 철도사업을 경영하는 자에게 위탁할 목적을 가지고 부설하는 사업 및 철도 노선을 부설하여 해당 철도 노선을 제2종 철도사업을 경영하는 자에게 전적으로 사용하도록 하는 사업이다.

### 삭도사업
- 타인의 수요에 응해 삭도에 의한 여객 또는 화물의 운송을 실시하여 수익을 얻는 사업이다.

### 전용철도
- 전적으로 자신이 사용하기 위해 설치하는 철도이며, 그 철도 노선이 철도사업을 위한 철도 노선에 접속되는 것이다.

### 특수목적철도사업
- 경관 감상 및 놀이 시설 이용을 위해 설치되어 관광 목적으로 독점 운영되는 사업이다.

## 경영 형태에 의한 구분

### 주식회사
철도사업자의 대부분은 주식회사 형태를 띠고 있다. 순 민간자본으로 만들어진 사철 회사를 비롯하여, JR 각사 (완전 민영화된 JR 동일본, JR 도카이, JR 서일본을 제외하고, 독립행정법인 철도건설·운수시설조정비지원기구(鉄道建設・運輸施設整備支援機構)가 주식을 보유), 제3섹터 (지방 공공 단체와 민간회사가 공동으로 출자함) 등도 주식회사이다. 이 가운데, 다음 23개사는 주식을 공개(상장)하고 있다.
- 동일본 여객철도 (JR 동일본) - 도쿄 증권거래소 1부, 나고야 증권거래소 1부
- 도카이 여객철도 (JR 도카이) - 도쿄 증권거래소 1부, 나고야 증권거래소 1부
- 서일본 여객철도 (JR 서일본) - 도쿄 증권거래소 1부, 나고야 증권거래소 1부, 후쿠오카 증권거래소
- 게이세이 전철 - 도쿄 증권거래소 1부
- 신케이세이 전철 - 도쿄 증권거래소 1부
- 도부 철도 - 도쿄 증권거래소 1부
- 사가미 철도 - 도쿄 증권거래소 1부
- 도쿄 급행 전철 - 도쿄 증권거래소 1부
  - 이즈 급행 - - 도쿄 증권거래소 2부에 주식 상장을 했었으나, 2004년 10월 1일에 도쿄 급행 전철의 100% 자회사가 되어 상장이 폐지되었다.
- 게이힌 급행 전철 - 도쿄 증권거래소 1부
- 오다큐 전철 - 도쿄 증권거래소 1부
  - 하코네 등산 철도 - 도쿄 증권거래소 1부에 상장을 했었으나, 오다큐 전철 그룹의 자회사가 되어 상장이 폐지됨.
- 게이오 전철 - 도쿄 증권거래소 1부
- 지치부 철도 - JASDAQ
- 후지 급행 - 도쿄 증권거래소 1부
- 나고야 철도 - 도쿄 증권거래소 1부, 나고야 증권거래소 1부
- 긴키 닛폰 철도 - 도쿄 증권거래소 1부, 나고야 증권거래소 1부
- 한큐 전철 - 도쿄 증권거래소 1부(2005년 4월 1일부로 통합지주회사 한큐 홀딩스(현재의 한큐한신홀딩스)로 상장)
  - 한신 전기 철도 - 도쿄 증권거래소 1부에 상장했었으나, 2006년 9월 26일 한큐 홀딩스의 100% 자회사가 되어 상장이 폐지되었다.
- 게이한 전기 철도 - 도쿄 증권거래소 1부
- 난카이 전기 철도 - 나고야 증권거래소 1부, 오사카 증권거래소 1부
- 산요 전기 철도 - 오사카 증권거래소 1부
- 고베 전철 - 도쿄 증권거래소 1부
- 게이후쿠 전기 철도 - 도쿄 증권거래소 2부
- 서일본 철도 - 도쿄 증권거래소 1부, 후쿠오카 증권거래소 1부 (2006년 12월 3일 오사카 증권거래소 1부에서 상장폐지)
- 히로시마 전철 - 도쿄 증권거래소 2부, 구 히로시마 증권거래소

한편, 세이부 철도 및 그룹사인 이즈 하코네 철도도 각각 도쿄 증권거래소 1부 및 2부에 상장을 했었으나, 유가증권보고서의 허위기재 사실이 발각되어, 2004년 12월 17일 도쿄 증권거래소에 의해 상장이 폐지되었다가 2014년에 재상장되었다.
이 외에, 장외 주식으로 다음과 같은 것들이 있다.
- 호쿠리쿠 철도 - 이마무라 증권
- 도야마 지방 철도 - 이마무라 증권
- 후쿠이 철도 - 이마무라 증권

### 공영기업
지방공영기업(교통국), 또는 지방공공단체가 직접 운영을 담당하는 기업의 형태로, 2004년 4월 현재 다음 14개 사업자가 있다.
- 삿포로 시 교통국 - 철도 및 궤도
- 하코다테 시 교통국 - 철도
- 아오모리현 - 제3종 사업자, 아오이모리 철도선(青い森鉄道線)을 참조.
- 센다이 시 교통국
- 도쿄 도 교통국 - 철도 및 궤도
- 요코하마 시 교통국
- 나고야 시 교통국
- 교토 시 교통국
- 오사카 시 교통국
- 고베 시 교통국
- 와카야마현 - 제3종 사업자. 난카이 와카야마 항선(南海和歌山港線)을 참조.
- 후쿠오카 시 교통국 - 지하철
- 구마모토 시 교통국 - 궤도
- 가고시마 시 교통국 - 궤도

### 특수법인
지금은 존재하지 않으나, 예전에 철도 및 궤도 사업을 행하던 특수법인이 있었다.
- 제도고속도교통영단 - 2004년 4월 1일 해산하여, 도쿄 지하철 주식회사가 사업을 이어받았다.
- 도시기반정비공사 (제3종사업자) - 2004년 7월 1일에 해산하여, 독립행정법인 도시재생기구 (UR)가 사업을 이어받았다. 철도시설은 게이세이 전철이 전액출자한 새 회사 '지바 뉴타운 철도'로 양도되어, 제3종 사업자가 되었다.

## 일본의 철도 사업자 구분

### JR과 사철, 제3섹터의 구분
1987년 4월 1일 이전까지는, 법적으로 국철(国鉄)과 사철의 두가지 구분이 존재하였다. 국철은, 일본국철도법에 의해 성립된 공사인 일본국유철도가 운영을 하였던 철도이다. 이에 반해, 지방철도법 또는 궤도법에 따라 민간 기업 및 공영기업이 운영을 하였던 국철 이외의 철도 및 궤도 노선은 사철 또는 민철(民鉄)이라 불리었으며, 사철 노선의 명칭은 회사 이름을 따 불렸다.
국철의 분할 민영화에 의해, 모든 철도사업자는 철도사업법 및 궤도 법 관할 밑에 놓이게 되었으나, 완전 민영화가 된 JR 동일본, JR 서일본을 포함한 JR 그룹은, 일반적으로 사철이라 불리지 않는다. 그러나 JR 동일본, 서일본 및 도카이의 경우 완전 민영화가 완료된 '사기업'이기 때문에, 실제로는 사철의 한 종류로 볼 수도 있다. 또한, 그 외의 JR 그룹의 각사는 '공사합동기업'이다.

### 규모별 사철의 구분
대규모 사철은 JR을 제외한 15대 대기업형 사철과 2004년에 민영화된 도쿄 지하철 주식회사(도쿄메트로)를 포함하여 부르는 말이다. 대규모 사철의 목록은 다음과 같다.
- 도쿄 급행 전철
- 게이힌 급행 전철
- 오다큐 전철
- 도부 철도
- 게이세이 전철
- 세이부 철도
- 게이오 전철
- 한큐 전철
- 한신 전기 철도
- 게이한 전기 철도
- 긴키 닛폰 철도
- 난카이 전기 철도
- 나고야 철도
- 서일본 철도
- 사가미 철도
- 도쿄 지하철-규모상으론 대기업 규모이나 경영구조상으론 3섹터로 분류함

또한 6대 준대규모 사철은 규모는 대규모 사철보다는 작으나(1~2개의 노선보유) 수송능력, 경영상 대규모 사철에 필적하는 규모를 가지고 있으며 대부분 경영구조상 3섹터나 대기업 사철의 자회사 형태로 존재하고 있다. 그 회사의 목록은 다음과 같다.
- 신케이세이 전철 - 게이세이 그룹 자회사
- 산요 전기 철도
- 고베 전철
- 센보쿠 고속 철도(센보쿠 선)
- 기타오사카 급행 전철 - 3섹터, 한큐 전철 자회사
- 고베 고속 철도 - 2종 사업자, 3섹터, 한큐 전철 자회사

## 제3섹터 철도회사
- 민간 자본 방식을 비롯해 지방자치단체에서 출자하여 철도 회사를 승계한 방식이다. 현재 30여개가 넘는 제3섹터 방식의 철도회사가 운영하고 있다.

## 같이 보기
- 일본의 철도 회사 목록